# Titidius
Titidius là một chi nhện trong họ Thomisidae.